# Жага (Бовец)
Жага (словен. Žaga) насеље у општини Бовец која припада покрајини Приморска у Горишкој регији.
Налази се на десној обали реке Соче на надморској висини 491,1 м површине 25,78 км². Приликом пописа становништва 2011. године насеље је имало 353 становника. Кроз центар насеља пролази пут за Резију у Италији.
У североисточном делу насеља налази се водопад Бока, а у западном два мања водопада.
У насељу постоје 5 објекта који спадају у непокретана културна добра Републике Словеније.

## Познати становници Жаге
Познати људи који су рођени или су живели у Жаги:
- Стане Жагар (1896—1942), народни херој Југославије[3]
- Оскар Худалес (1905—1968), Словеначки књижевник и преводилац[3]
- Антон Оцвирк (1907—1980), књижевни теоретичар и критичар[3]